# Jewgeni Leonidowitsch Timkin
Jewgeni Leonidowitsch Timkin (russisch Евгений Леонидович Тимкин; englische Transkription: Yevgeni Leonidovich Timkin; * 3. September 1990 in Murmansk, Russische SFSR) ist ein russischer Eishockeyspieler, der seit Mai 2020 beim SKA Sankt Petersburg aus der Kontinentalen Hockey-Liga (KHL) unter Vertrag steht und dort auf der Position des rechten Flügelstürmers spielt.      

## Karriere
Jewgeni Timkin begann seine Karriere als Eishockeyspieler in der Nachwuchsabteilung des HK Awangard Omsk, für dessen zweite Mannschaft er von 2006 bis 2008 in der drittklassigen Perwaja Liga aktiv war. Anschließend spielte der Flügelspieler zwei Jahre lang für die Profimannschaft des HK Awangard in der neu gegründeten Kontinentalen Hockey-Liga, wobei er in der Saison 2009/10 parallel für die Juniorenmannschaft des Vereins in der multinationalen Nachwuchsliga Molodjoschnaja Chokkeinaja Liga auflief. In der Saison 2010/11 spielte er für die Florida Everblades in der ECHL und nahm auch am ECHL All-Star Game teil. Die Spielzeit selbst beendete er allerdings bei den Mississippi RiverKings in der Central Hockey League. 
Zur Saison 2011/12 wurde Timkin vom KHL-Teilnehmer Witjas Tschechow verpflichtet und etablierte sich bis zum Ende der Spielzeit 2012/13 als Stammspieler des Klubs. Anschließend wurde er für drei Jahre vom HK Metallurg Magnitogorsk verpflichtet und gewann mit Metallurg 2014 und 2016 die Meisterschaftstrophäe der KHL, den Gagarin-Pokal. Nach sieben Spielzeiten in Diensten von Metallurg wechselte Timkin im Mai 2020 zum Ligakonkurrenten SKA Sankt Petersburg.

### International
Für Russland nahm Timkin an der U20-Junioren-Weltmeisterschaft 2010 teil. Im Turnierverlauf bereitete er in sechs Spielen ein Tor vor. 

## Erfolge und Auszeichnungen
- 2011 Teilnahme am ECHL All-Star Game
- 2014 Gagarin-Pokal-Gewinn und Russischer Meister mit dem HK Metallurg Magnitogorsk
- 2016 Gagarin-Pokal-Gewinn und Russischer Meister mit dem HK Metallurg Magnitogorsk

## KHL-Statistik
(Stand: Ende der Saison 2019/20)